# Michel Leblond
Michel Leblond (Reims, 10 de mayo de 1932-Reims, 17 de diciembre de 2009) fue un futbolista francés, que jugó en la posición de centrocampista. Formó parte de la selección francesa que participó en la Copa del Mundo de 1954 y en los Juegos Olímpicos de 1952. Jugó casi toda su carrera en el Stade de Reims en la década de los 50 y fue el primer goleador de la historia de la final de la Copa de Europa.

## Clubes

### Jugador
| Club       | País    | Año       |
| ---------- | ------- | --------- |
| Reims      | Francia | 1949–1961 |
| Strasbourg | Francia | 1961–1964 |